# Scare Force One
Scare Force One è il settimo album in studio del gruppo heavy metal finlandese Lordi, pubblicato il 31 ottobre 2014.

## Tracce
1. SCG7: Arm Your Doors and Cross Check – 1:35 (testo: Mr Lordi – musica: Mr Lordi)
2. Scare Force One – 4:58 (testo: Mr Lordi, Tracy Lipp – musica: Mr Lordi)
3. How to Slice a Whore – 2:47 (testo: Mr Lordi, Tracy Lipp – musica: Mr OX, Mr Lordi)
4. Hell Sent in the Clowns – 4:20 (testo: Mr Lordi, Tracy Lipp – musica: Mr Lordi, Mr Mana)
5. House of Ghosts – 4:12 (testo: Mr Lordi, Tracy Lipp – musica: Mr Lordi, Mr Mana)
6. Monster Is My Name – 3:34 (testo: Mr Lordi, Tracy Lipp – musica: Mr Lordi)
7. Cadaver Lover – 3:51 (testo: Mr Lordi, Tracy Lipp – musica: Mr Lordi)
8. Amen's Lament to Ra II – 1:10 (musica: Mr Amen)
9. Nailed by the Hammer of Frankenstein – 3:20 (testo: Mr Lordi, Tracy Lipp – musica: Mr Lordi, PK Hell)
10. The United Rocking Dead – 5:46 (testo: Mr Lordi, Tracy Lipp – musica: Mr Amen, Mr Lordi)
11. She's a Demon – 5:37 (testo: Mr Lordi, Tracy Lipp – musica: Mr Lordi)
12. Hella's Kitchen – 1:10 (testo: Hella – musica: Hella)
13. Sir, Mr. Presideath, Sir – 5:44 (testo: Mr Lordi, Tracy Lipp – musica: Mr Lordi, Mr Amen)

## Formazione
- Mr Lordi – voce
- Amen – chitarra
- OX – basso
- Mana – batteria
- Hella – tastiere

## Classifiche
| Paese     | Posizione massima |
| --------- | ----------------- |
| Finlandia | 13                |
| Germania  | 62                |